# Rah

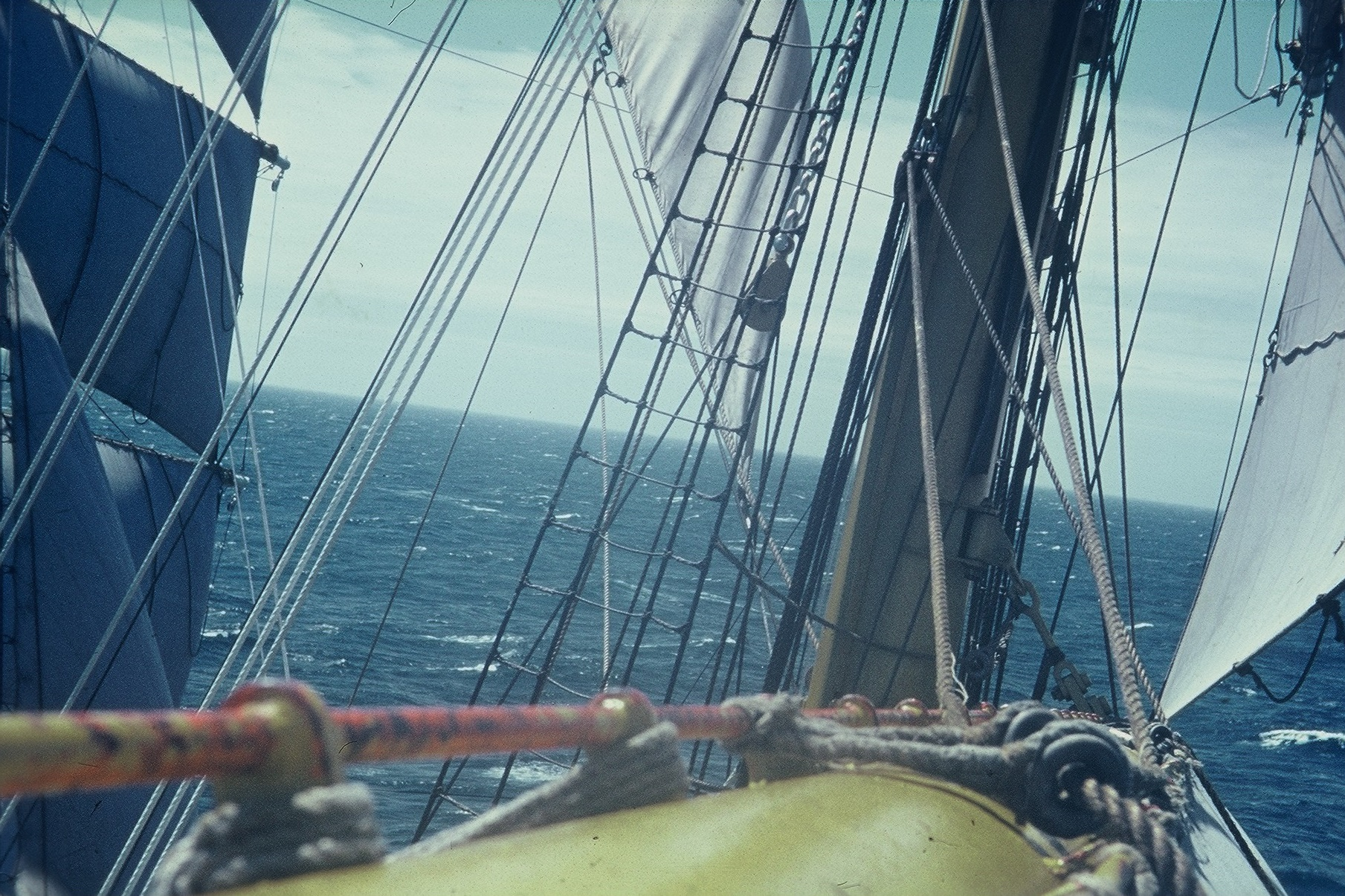
Oberseite der Untermars-Rah im Vortopp der Gorch Fock (1968)

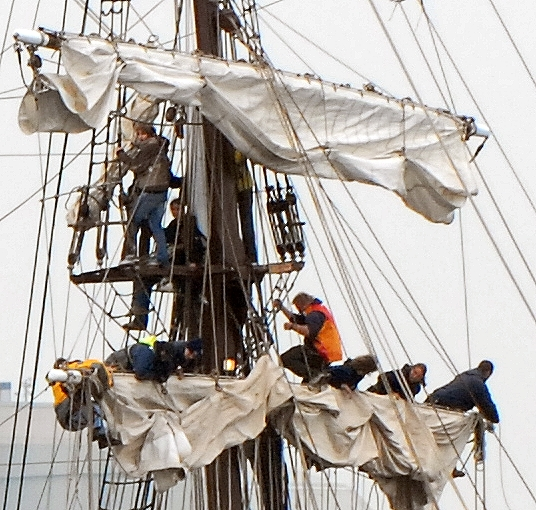
Bergen der Rahsegel der Thor Heyerdahl

Die Rah (auch Raa oder Rahe) ist ein segeltragender Bestandteil der Takelage eines Segelschiffs.

## Funktion
Rahen sind Rundstangen, meist aus Holz oder Stahl, deren beide Enden (Nocken) über den Mast hinausragen im Gegensatz zu Bäumen, Gaffeln und Sprieten, die an einem Ende am Mast angeschlagen sind. Die bekanntesten Segelformen an Rahen sind Lateinersegel, Luggersegel und die typischen symmetrischen, allgemein als Rahsegel bezeichneten Quersegel. Bei diesen ist die Rah quer zur Fahrtrichtung mit ihrer Mitte waagerecht an einem Rack an der Vorderseite des Mastes befestigt, das eine Drehbewegung (brassen) und eine senkrechte Bewegung (auftoppen) ermöglicht. Die Enden der Rah heißen Rahnocken und nehmen mit Anschlagmitteln und Rollen das laufende Gut zum Segelsetzen und Bewegen der Rah auf.

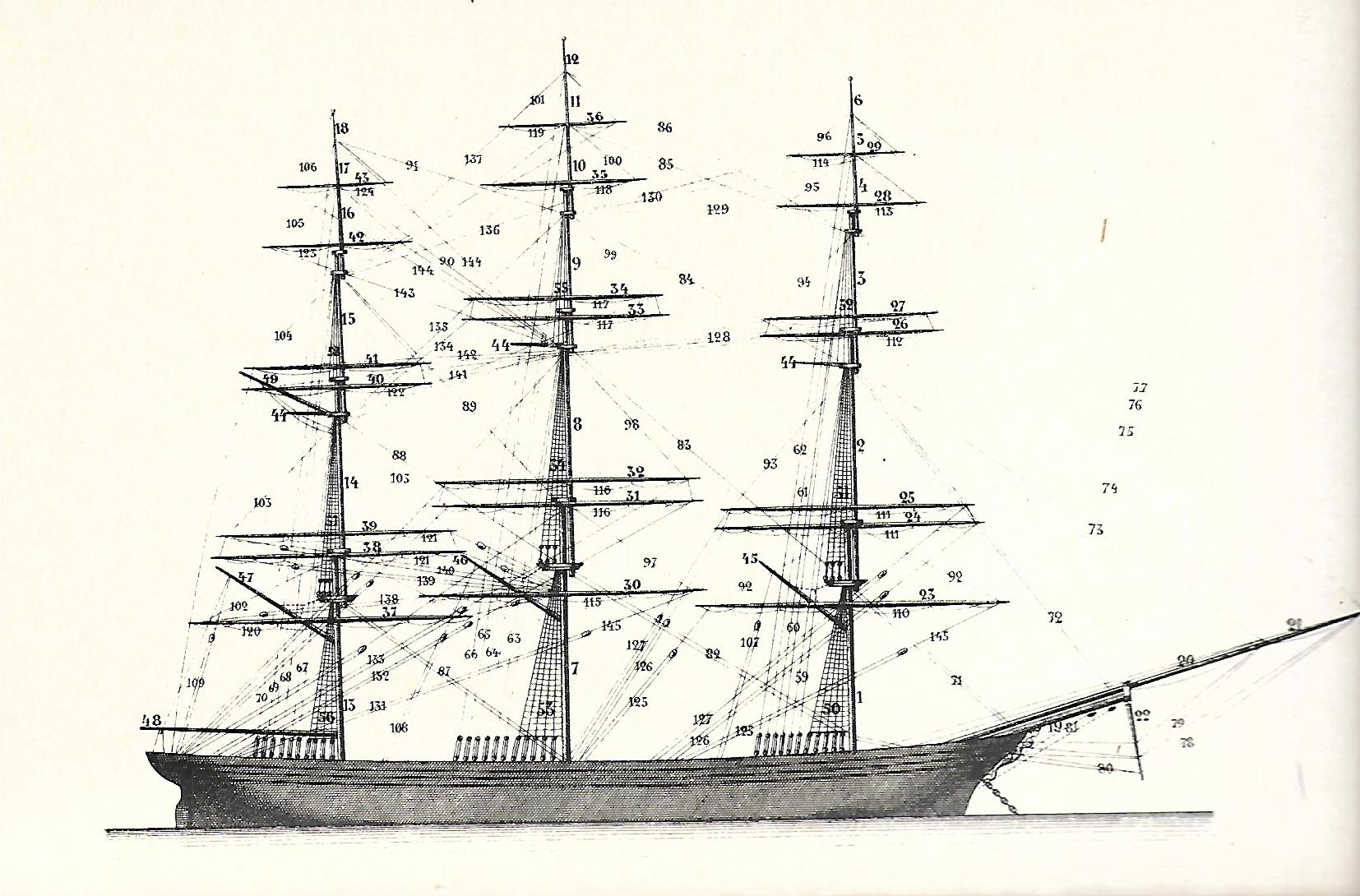
1. Vor-Untermast; 2. Vormarsstenge; 3. Vorbramstenge; 4. Vorroyalstenge; 5. Vorskysegelstenge; 6. Vorskysegeltopp; 7. Großmast; 8. Großmarsstenge; 9. Großbramstenge; 10. Großroyalstenge; 11. Großskysegelstenge; 12. Großflaggentopp; 13. Kreuzmast; 14. Kreuzmarsstenge; 15. Kreuzbramstenge; 16. Kreuzroyalstenge; 17. Kreuzskysegelstenge; 18. Kreuzflaggentopp; 19. Bugspriet; 20. Klüverbaum; 21. Flieger; 22. Delphingeisel; 23. Vorrah; 24. Voruntermarsrah; 25. Vorobermarsrah; 26. Vorunterbramrah; 27. Voroberbramrah; 28. Vorroyalrah; 29. Vorskysegelrah; 30. Großrah; 31. Großuntermarsrah; 32. Großobermarsrah; 33. Großunterbramrah; 34. Großoberbramrah; 35. Großroyalrah; 36. Großskysegelrah; 38. Kreuzuntermarsrah; 39. Kreuzobermarsrah; 40. Kreuzunterbramrah; 41. Kreuzoberbramrah; 42. Kreuz-royalrah; 43. Kreuzskysegelrah; 44. Ausleger; 45. Vorgaffel; 46. Großgaffel; 47. Kreuzgaffel; 48. Besanbaum;

Eine Rah wird um den Mast gedreht („gebrasst“), bis das Rahsegel optimal zur Windrichtung steht und maximalen Vortrieb erzeugt. Im weiteren Sinne bedeutet brassen zu berücksichtigen, dass die Windströmung nahe der Wasseroberfläche abnimmt, so dass die optimale Ausrichtung übereinanderliegender Rahen eine spiralförmig leicht versetzte Anordnung ergibt.

Zum Reffen, Packen oder Entpacken des Segels stehen ausreichend viele Personen (Toppsgasten) auf dem Fußpeerd, einem in regelmäßigen Abständen an der Rah aufgehängten Tau, lehnen bäuchlings über die Rah und sind durch entsprechend geformte Schuhabsätze sowie mit Karabinerhaken gesichert. Das geborgene (aufgegeite) Segel wird unter der Rah eingebunden. An den Nocken der Rah erfordert diese Arbeit den größten Muskeleinsatz.
Auch für das Rahsegel gibt es Schoten; anders als bei Schratsegeln sind die Schoten beim Rahsegel eine zusätzliche Hilfe zum Setzen des Segels und ziehen die unteren Ecken des Segels (Schothörner) zur darunterliegenden Rah. Nur die Schoten der untersten Segel werden zum Deck geführt und müssen beim Brassen mit bedient werden. Weiteres Tauwerk dieses Segeltyps sind Geitau und Gordings, mit denen von Deck aus die Segel zur Rah aufgeholt (zusammengerafft) wird. Die Geien ziehen die Schothörner hoch, während die Gordings (nicht bei allen Rahsegeln vorhanden) das Tuch zusammenziehen.
Während im Mittelalter die Rahbesegelung eher in nördlichen Regionen verbreitet war, entwickelte sich im Mittelmeer und in den arabischen Regionen die sogenannte Lateinertakelung mit Schratsegeln. Mit Lateinertakelung kann höher am Wind gesegelt werden, dafür hat die Rahbesegelung Vorteile bei Raumschotkursen, da der Aufwand für eine Halse viel kleiner ist und auch keine Gefahr einer Patenthalse besteht. Deshalb wählte z. B. Kolumbus für seine Atlantiküberquerung die Rahbesegelung. Mit der wissenschaftlichen Aufarbeitung der Segeltechnik ging die sinnvolle Kombination der beiden Prinzipien einher. Beispiele für Mischformen der Takelung sind Rahschoner, Brigantine und Schebecke.
Die Rahen von historischen Großseglern konnten mehr als die doppelte Breite des Schiffsrumpfes haben. So wird von dem Viermast-Klipper Great Republic eine Großrah-Länge von 36,8 Metern und beim Adler von Lübeck von 34,2 Metern berichtet. Die jeweils höher gelegenen Rahen sind aus Gründen der Statik jeweils kürzer gehalten. Manche Großsegler konnten einige Rahen durch hinausschiebbare Leesegelspieren verlängern und dort Leesegel anschlagen, um schwache Winde besser auszunutzen.